# Gajates (kommunhuvudort)
Gajates är en kommunhuvudort i Spanien.   Den ligger i provinsen Provincia de Salamanca och regionen Kastilien och Leon, i den centrala delen av landet, 150 km väster om huvudstaden Madrid. Gajates ligger 856 meter över havet och antalet invånare är 187.
Terrängen runt Gajates är huvudsakligen platt. Gajates ligger nere i en dal. Runt Gajates är det glesbefolkat, med 12 invånare per kvadratkilometer. Närmaste större samhälle är Peñaranda de Bracamonte, 19,1 km nordost om Gajates. Trakten runt Gajates består till största delen av jordbruksmark.